# Большая Вязовка (верхний приток Чапаевки)
Большая Вязо́вка — река в Самарской области, левый приток Чапаевки.

## Описание
Длина реки 27 км, площадь бассейна 181 км². Исток в 1,5 км к югу от посёлка Бутковский в Красноармейском районе, в западной части возвышенности Средний Сырт. Течёт на северо-северо-восток через упомянутый посёлок и через посёлок Карагай. Впадает в Чапаевку в Волжском районе по левому берегу напротив села Яблоновый Овраг (160 км от устья).
Река пересыхающая. Имеются крупные пруды на реке и притоках. Лесов в бассейне почти нет.
Основной приток — река в балке Ветлянка.
В бассейне также расположены посёлки Новая Вязовка, Софинский, Коммунар.

## Данные водного реестра
По данным государственного водного реестра России относится к Нижневолжскому бассейновому округу, водохозяйственный участок реки — Чапаевка от истока до устья, речной подбассейн реки — подбассейн отсутствует. Речной бассейн реки — Волга от верхнего Куйбышевского водохранилища до впадения в Каспий.
Код объекта в государственном водном реестре — 11010001212112100008756.